# Fastrada
Fastrada (765 - Frankfurt, 10 de agosto de 794) foi a terceira esposa do rei Carlos Magno.

## Biografia
Fastrada, filha do conde franco Radolfo.
Fastrada casou com Carlos em outubro de 783, em Worms. Ela deu-lhe duas filhas: Teodrada, abadessa de Argenteuil e Hiltruda.
Morreu durante a assembleia de Frankfurt e foi enterrada na Abadia de Santo Albano de Mainz, em Mainz. Devido à influência do arcebispo Riculfo, Fastrada não foi enterrada na Basílica de Saint-Denis, o lugar de enterro de quase todos os monarcas francos e franceses, nem na abadia de Santo Arnulfo, perto de Metz. Depois da destruição da abadia de Santo Albano, em 1552, seu jazigo foi transferido para a Catedral de Mainz, cujo túmulo pode ser visitado na muralha da nave norte.

## Na cultura popular
Sua vida foi interpretada por Leland Palmer no musical Pippin de Stephen Schwarz.